# The Carlyle (Minneapolis)
Pour les articles homonymes, voir The Carlyle.
The Carlyle est un gratte-ciel de 143 mètres situé sur la 100 Third Avenue South à Minneapolis en Minnesota. Le bâtiment fut complété en 2007 et il compte 41 étages. Le gratte-ciel est le 12e plus haut bâtiment de Minneapolis et la plus haute tour résidentielle du Minnesota.
Le gratte-ciel fut conçu par la firme d'architecte Humphreys & Partners Architects.